# 境界標

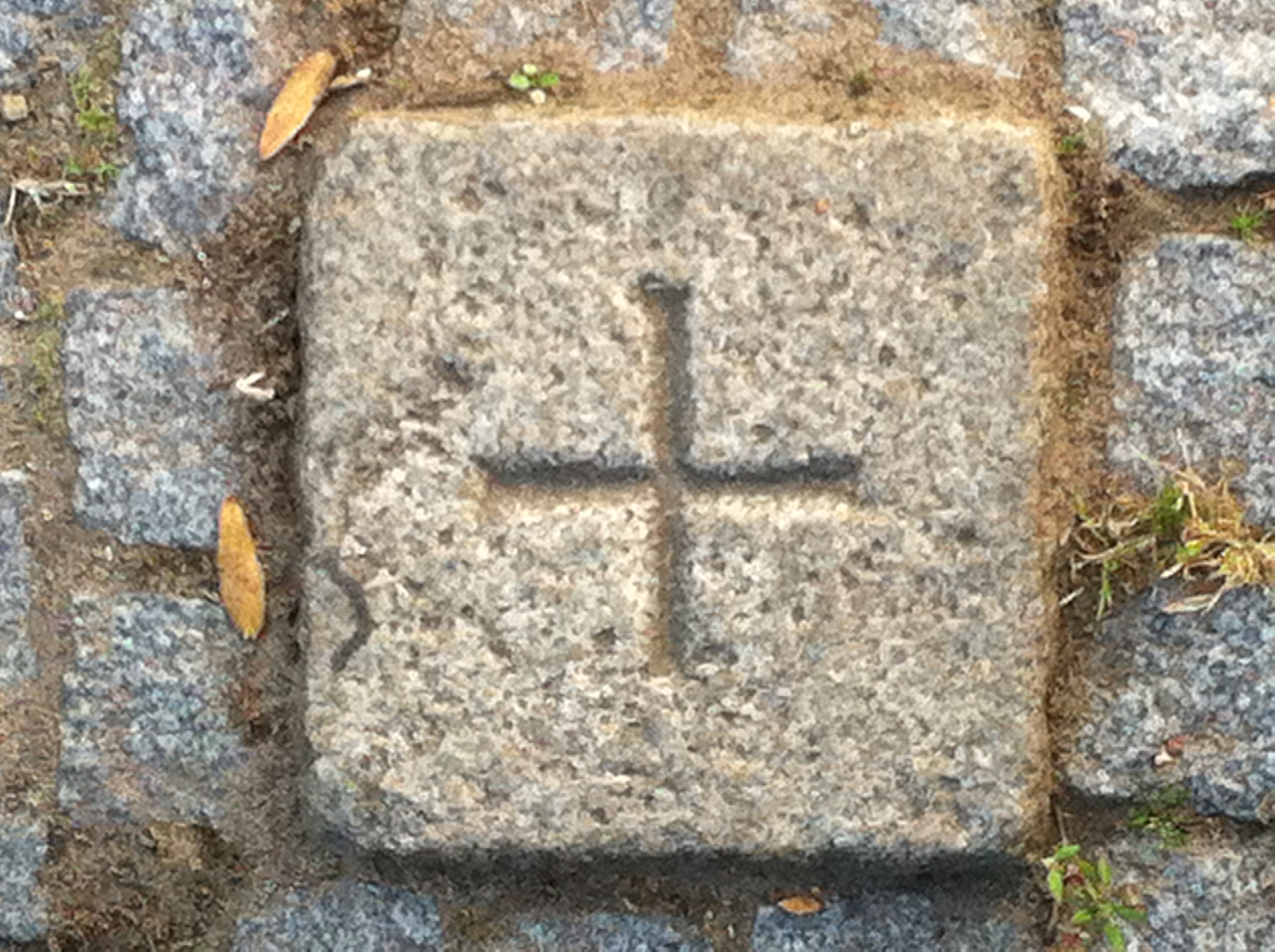
石造りの境界標／ドイツ、ベルリン。

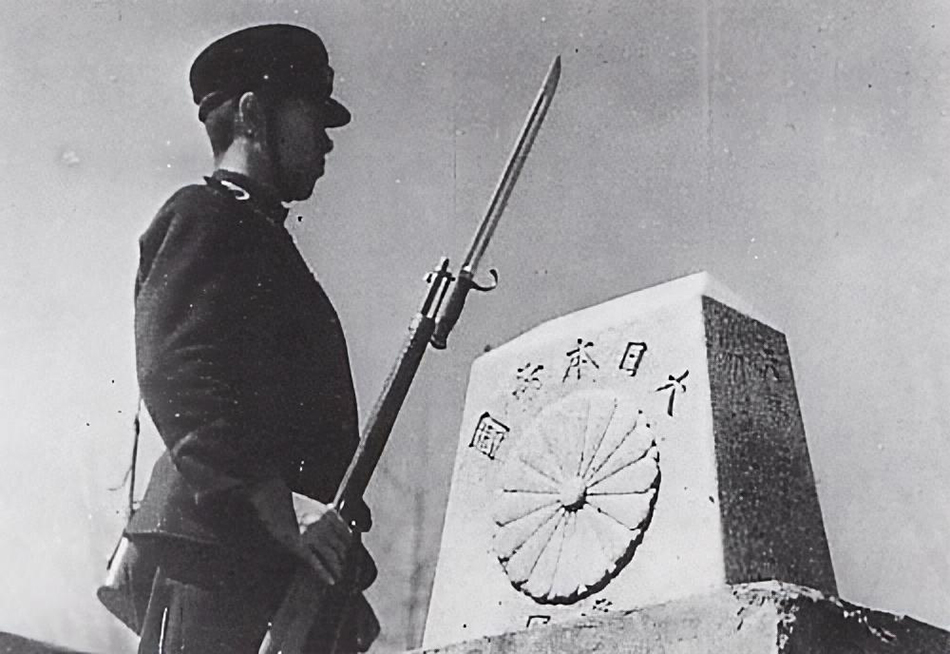
50度線を警備する第二次世界大戦前の日本の警察官。

境界標（きょうかいひょう）とは、土地や路線などにおいて、何らかの境界を示すために設置される標識である。現代日本語では「境界石（きょうかいせき）」「境界マーカー」ともいう。近代の日本語では「界碑（かいひ）」「界石（かいせき）」といい、これらは歴史用語としても用いられる。
英語（事実上の国際共通語）では "boundary marker（日本語音写例：バウンダリィ マーカー）" といい、古来、石材を用いたことから "boundary stone（日本語音写例：バウンダリィ ストーン）" ともいう。また、これら2語での "boundary" は "border" と言い換えられる場合がある。中国語では「界碑」「界石」という。

## 土地における境界標

### 国境に設置される境界標
国境における「境界標」は、国境を示すための構造物である。
国際情勢によって国境が変化した帝国主義時代の日本では、国境を示すための境界標を陸域に設置することも重要であった。一つの陸域を他国と分割して領有していた時代、中国大陸のほか、島嶼部でも境界標を必要とした。例えば、1905年（明治38年）から1945年（昭和20年）まで日本領であった樺太では、領有を巡ってせめぎ合うロシアとの合意の下で、「国境標石」と呼ばれる構造物を設置した。
コンシューマーゲーム（家庭用コンピュータゲーム）でも、国境など領域の境目に標識として境界標が設定されている例がある。

### 日本における境界標
ここでは、日本語における最狭義の「境界標」、すなわち、近代化以降（明治時代以降）の日本における「境界標」について解説する。

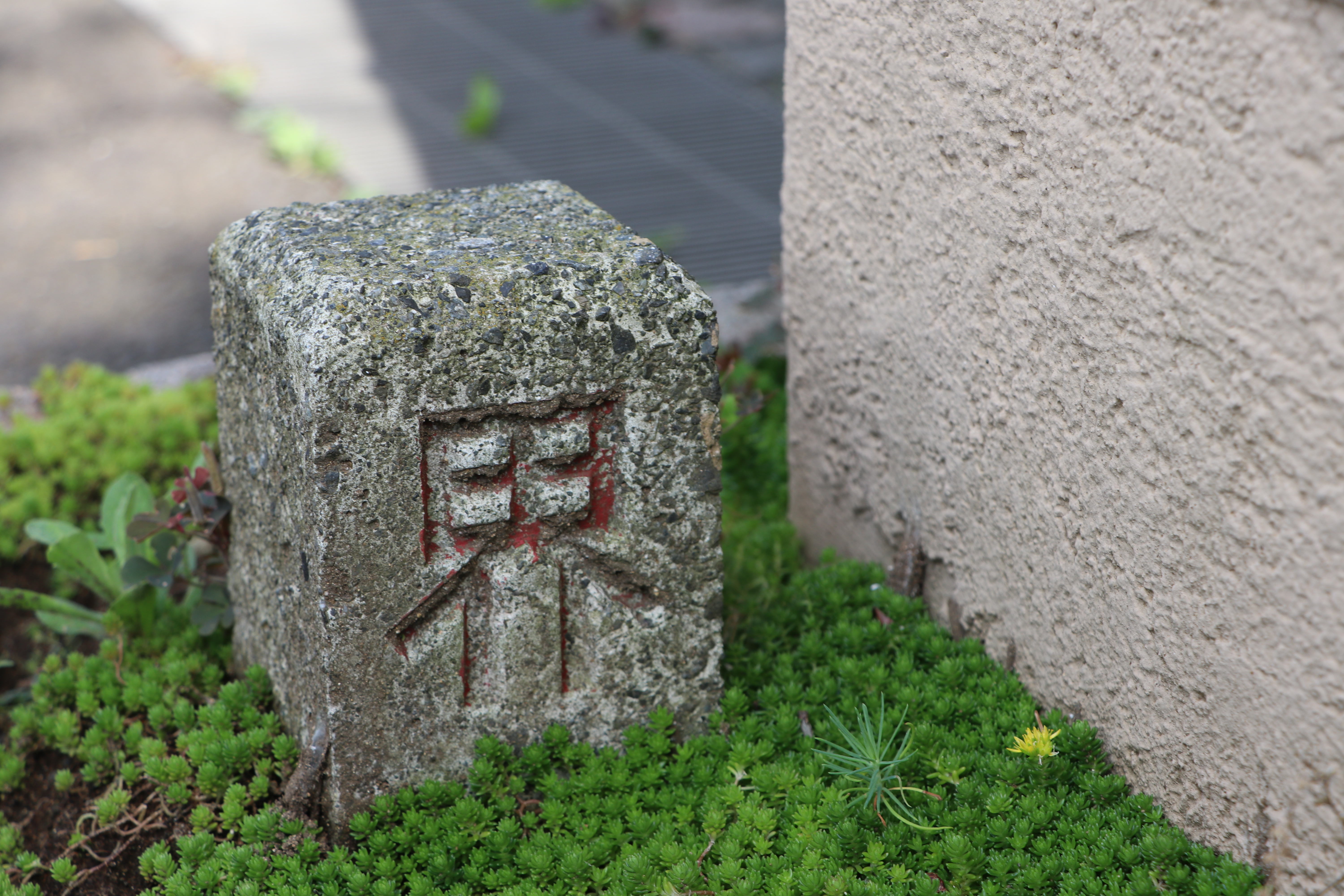
石造りの境界標／神奈川県大磯町。

三井不動産によると、境界標にはさまざまな種類が存在しており、主に材質で区分されている。また、境界標には以下の要件が必要とされる。
1. 正確性
2. 不動性
3. 永続性
4. 視認性
5. 特定性
6. 証拠性
7. 管理性

日本土地家屋調査士会連合会もほぼ同様の認識を示している。
これらの境界標は、時代とともに材質のほか、土地境界の示し方が変化している。大正時代から第二次世界大戦後にかけては角柱状の御影石の上部中心に丸を刻印したものを設置していたが、頃からはコンクリートの天頂部に十字を刻印したものが増えていった。この場合、「福岡高等裁判所 昭和46年(ツ)3号判決」により、「天頂の十字の中心を指示点と解すべきことは社会通念上当然のこと」とされている。また、昭和50年代（1975年 - 1985年）から天頂部に十字ではなく矢印を刻印したものも増加している。

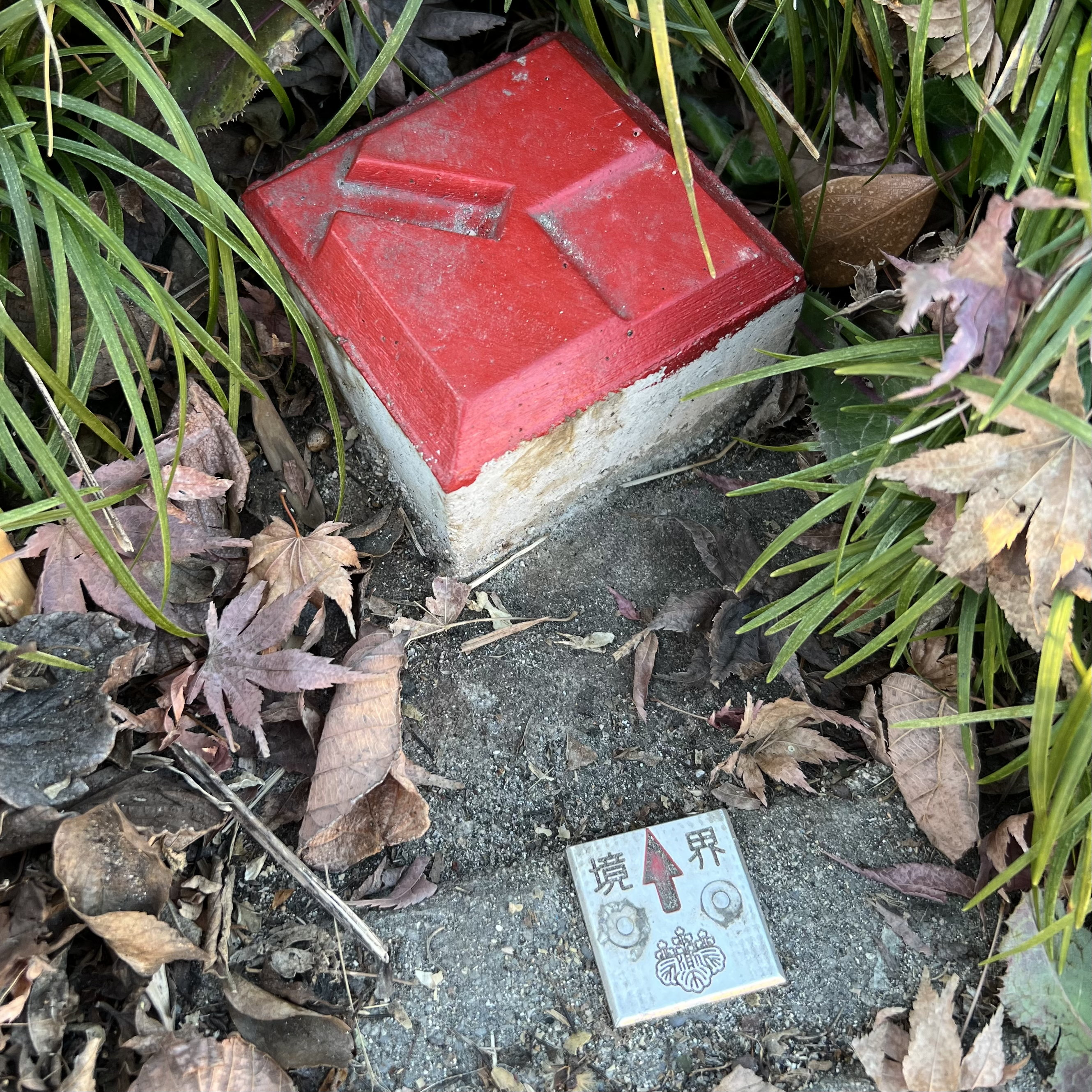
矢印が刻印されたコンクリート製および金属製の境界標／三重県四日市市。

民法により、境界標の所有権は隣地所有者との共有とされている。また、設置された境界標を損壊もしくは移動させることは境界損壊罪となる。

## ギャラリー

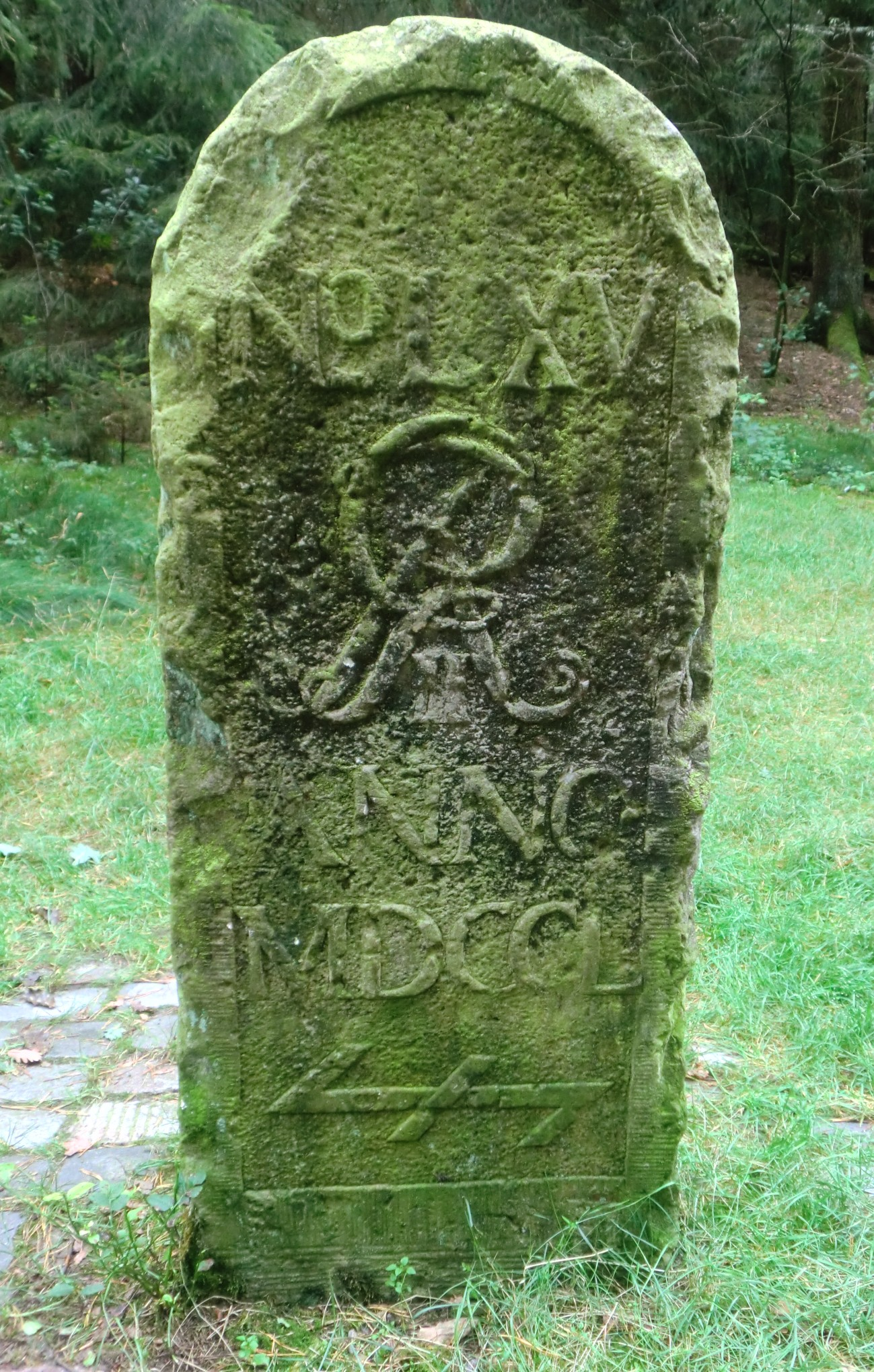
1754年、ハノーファー選帝侯領内に設置された境界石。当時の国有林と農民の私有地の境界を示している。
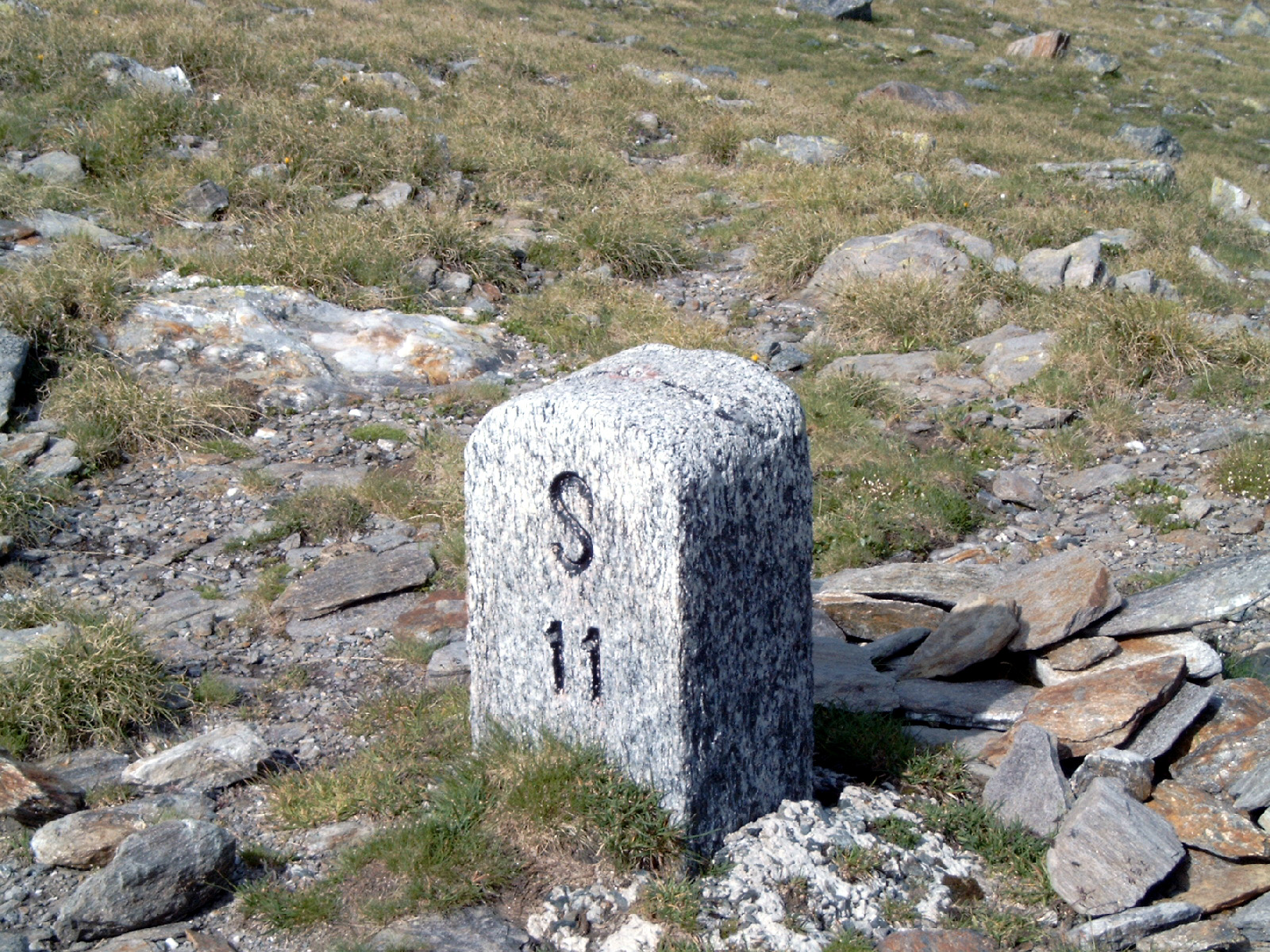
イタリア・スイス間の境界石
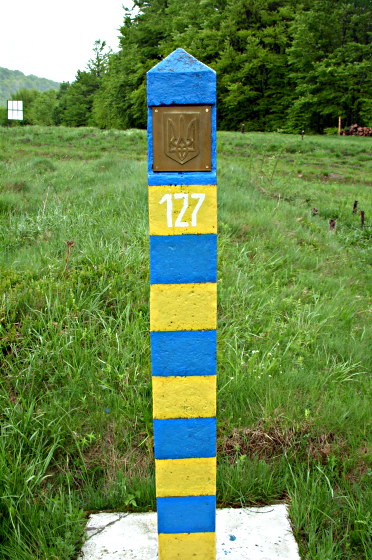
ウクライナの国境に存在する境界標
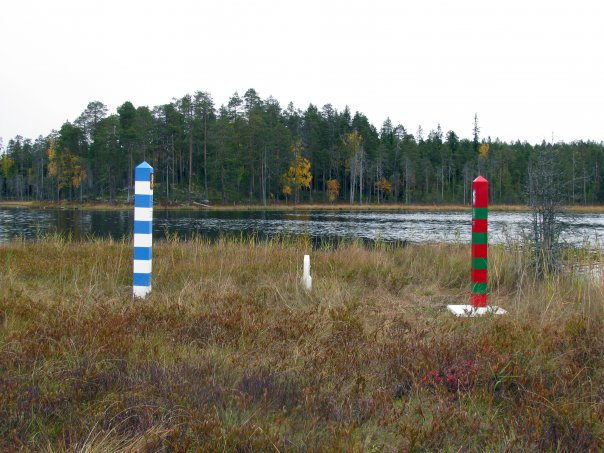
フィンランド・ロシア間の国境。画像左側がフィンランド。